# Kelly Clarkson

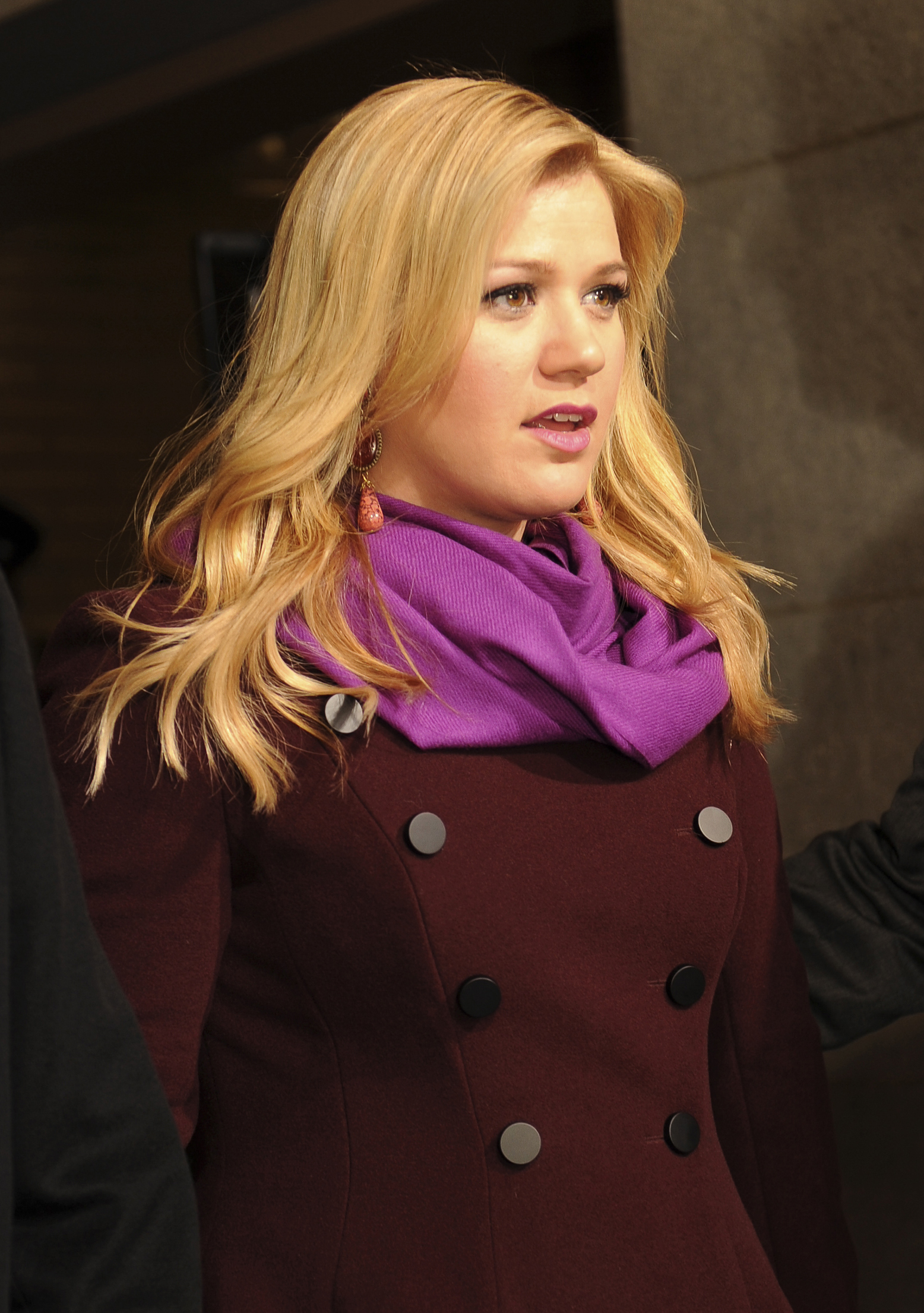
Kelly Clarkson, 2013

Kelly Brianne Clarkson (* 24. April 1982 in Fort Worth, Texas) ist eine US-amerikanische Popsängerin, Songschreiberin und Talkmasterin. Sie wurde 2002 Siegerin der ersten Staffel der US-amerikanischen Castingshow American Idol und ist mehrmalige Grammy-Preisträgerin. Bis 2014 verkaufte sie über 24 Millionen Alben und 39 Millionen Singles; sie ist damit die erfolgreichste Teilnehmerin einer Castingshow. Seit 2019 moderiert sie bei NBC die nach ihr benannte Talkshow The Kelly Clarkson Show.

## Kindheit und Privatleben
Clarkson wurde 1982 in Fort Worth geboren, wuchs in Burleson auf und lebt in Mansfield und Nashville. Sie hat zwei ältere leibliche Geschwister, einen Bruder und eine Schwester, und neun Stiefgeschwister. Als sie sechs Jahre alt war, ließen sich ihre Eltern scheiden; sie wohnte danach bei ihrer Mutter. Im Laufe ihrer Kindheit lernte Clarkson Klavier und Geige spielen. In der Middle School wurde sie auf Anraten eines Lehrers Mitglied im Schulchor und begann, sich für eine Musikkarriere zu interessieren.
Nach dem Abschluss der High School zog sie mit einer Freundin nach Los Angeles, spielte dort kleinere Rollen beim Fernsehen und arbeitete kurz mit dem Songwriter Gerry Goffin zusammen. Nachdem Goffin erkrankte und ihr Apartment ausbrannte, kehrte sie mittellos nach Texas zurück und hielt sich mit diversen Jobs (im Zoo, als Platzanweiserin, als Promoterin für Red Bull, als Barfrau etc.) über Wasser. Sie arbeitete auch als Animateurin in einem Vergnügungspark, wo sie in einer Westernshow mitspielte.
Am 20. Oktober 2013 heiratete Clarkson Brandon Blackstock (1976–2025), mit dem sie ab 2011 zusammen war. 2014 kam eine gemeinsame Tochter zur Welt; 2016 folgte ein Sohn. Im Juni 2020 reichte sie die Scheidung ein; im März 2022 wurde die Ehe geschieden.

## Karriere

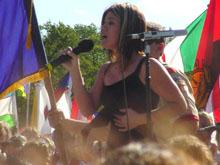
Clarkson, 2002

### 2002–2004:American IdolundThankful
2002 bewarb sich Clarkson auf Drängen einer Freundin bei der Castingshow American Idol (in Deutschland adaptiert als Deutschland sucht den Superstar) und wurde unter 10.000 Bewerbern als eine von 30 Teilnehmern für die zweite Runde ausgewählt. Damit kam sie unter die zehn Kandidaten der eigentlichen Fernsehshow. Am 4. September 2002 siegte sie im Finale von American Idol mit 58 % der Zuschauerstimmen gegen Justin Guarini und erhielt einen Vertrag bei RCA Records.
Ihre erste Single A Moment Like This erreichte im Oktober 2002 Platz eins der Billboard Hot 100. Ihr erstes Album Thankful erschien im April 2003, wurde in den Vereinigten Staaten mehr als 2,1 Millionen Mal verkauft und erreichte Doppelplatin. Weltweit gab es 4,5 Millionen Verkäufe. 2003 spielten Clarkson und Justin Guarini die Hauptrollen in dem Film From Justin to Kelly, der nicht erfolgreich war. Sie konnte sich auch in Großbritannien, Australien und Kanada mit ihrer ersten internationalen Single Miss Independent etablieren, die ihr 2004 eine Grammy-Nominierung brachte. Bei der Show World Idol, in der die Gewinner der Pop-Idol-Formate gegeneinander antraten, belegte sie hinter dem Norweger Kurt Nilsen den 2. Platz. In den USA erreichte Clarkson mit ihren weiteren Singles Low Platz 58 und mit The Trouble with Love Is Platz 101.

### 2004–2006: Internationaler Erfolg mitBreakaway

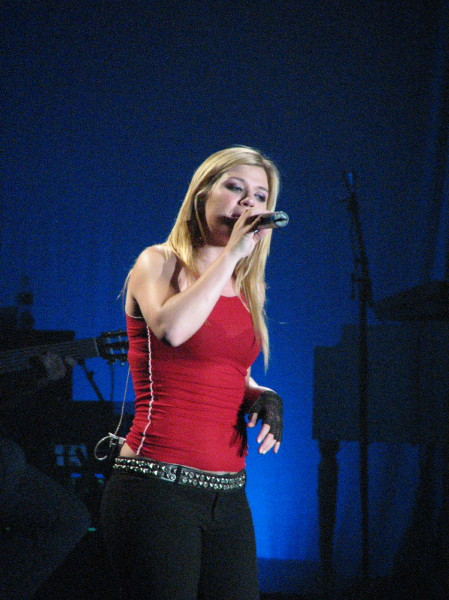
Clarkson, 2005

Ende 2004 erschien ihr zweites Album, Breakaway, unter anderem produziert von Max Martin mit dem Schwerpunkt Rock statt wie zuvor souliger Pop, das sich weltweit etwa zehn Millionen Mal verkauft hat und in den USA Fünffach-Platin erreichte. Die Singles, die aus diesem Album ausgekoppelt wurden, erreichten alle gute Verkaufszahlen (zweimal Dreifach-Platin für Breakaway und Since U Been Gone). Ihre erste Single für den europäischen Raum war der letztgenannte Song, womit sie zum ersten Mal in Deutschland, der Schweiz und Österreich die Top Ten erreichen konnte. 2005 erhielt sie bei den MTV Video Music Awards Preise für das beste Video einer Solokünstlerin und das beste Popvideo.
Ihr Video Behind These Hazel Eyes war 33 Tage lang auf Platz 1 der US-MTV-TRL-Charts. Ihr Video zu Because of You (2005) zeigte ihre eigene Lebensgeschichte. Es beschreibt, wie es zur Scheidung ihrer Eltern kam, als Clarkson sechs Jahre alt war: „Amerika weint“ (US-Presse). Das von Vadim Perelman gedrehte Video stieg von null auf eins in den US-Trial-Charts und wurde mit einem MTV Video Music Award ausgezeichnet. Am 8. Februar 2006 wurde sie in Los Angeles mit zwei Grammys für die Best Pop Vocal Performance mit Since U Been Gone und für das Best Pop Vocal Album für ihr Album Breakaway ausgezeichnet. In Deutschland stellte sie mit einem Auftritt bei Wetten, dass..? vor mehr als 20 Millionen Fernsehzuschauern ihre dritte Single Because of You vor, was dazu beitrug, dass ihr Album und ihre Single die deutschen Top fünf erreichten und mit Gold ausgezeichnet wurden. Später erhielt das Album Platin. Außerdem erreichte ihre Single Platz eins der deutschen Airplaycharts. Auch in der Schweiz und Österreich konnte Clarkson ihr Album wie auch ihre Single in den Top 10 platzieren.
Im Sommer 2006 tourte Clarkson mit der Addicted Summer Tour zum vierten Mal durch die USA. Die Tournee wurde von Ford gesponsert, da sie ihren Song Go zu deren Werbekampagne beisteuerte. In Europa erschien im Juli 2006 außerdem der Titelsong des Albums Breakaway, der Clarkson zum zweiten Mal auf Platz eins der deutschen Airplaycharts brachte und in vielen weiteren europäischen Ländern die Top 20 erreichte. Außerdem erreichte ihr zweites Album Breakaway in der Schweiz Platin und es wurde bei den MTV Video Music Awards mit dem Preis für das Best Female Video ausgezeichnet. In Deutschland wurde am 24. November 2006 Walk Away als fünfte und letzte Single des Albums veröffentlicht. Sie erreichte Platz zwölf in den USA und Platz vier in Kanada. In den USA erhielt ihr Album Breakaway 6-fach-Platin, in Großbritannien 4-fach-Platin. Das Album konnte sich weltweit zwölf Millionen Mal verkaufen.

### 2007–2010:My DecemberundAll I Ever Wanted
Die erste Single-Auskopplung Never Again aus Clarksons drittem Studioalbum My December wurde am 1. Juni 2007 auch in Deutschland veröffentlicht, nachdem sie ihre Premiere am 13. April in US-amerikanischen Radiostationen hatte. Das Album My December erschien zuerst im deutschsprachigen Raum und Italien und am 26. Juni 2007 in den USA. Weiterhin unterstützte Clarkson Live Earth, das am 7. Juli stattfand. Der Beginn ihrer für den Sommer 2007 angekündigten My-December-Tour wurde wegen schleppenden Kartenverkaufs auf Oktober verschoben. Von März 2008 bis Mitte April tourte sie in Australien und Europa. Als zweite Single wurde am 10. Juli 2007 in den USA Sober veröffentlicht; sie erreichte Platz 10 der Bubbling-Under-Hot-100-Single-Charts. In Australien wurde am 22. September 2007 One Minute veröffentlicht. In Europa und Kanada wurde Don’t Waste Your Time die zweite Single. Im April 2008 sang Clarkson beim USA-Besuch von Papst Benedikt XVI. in Yonkers.

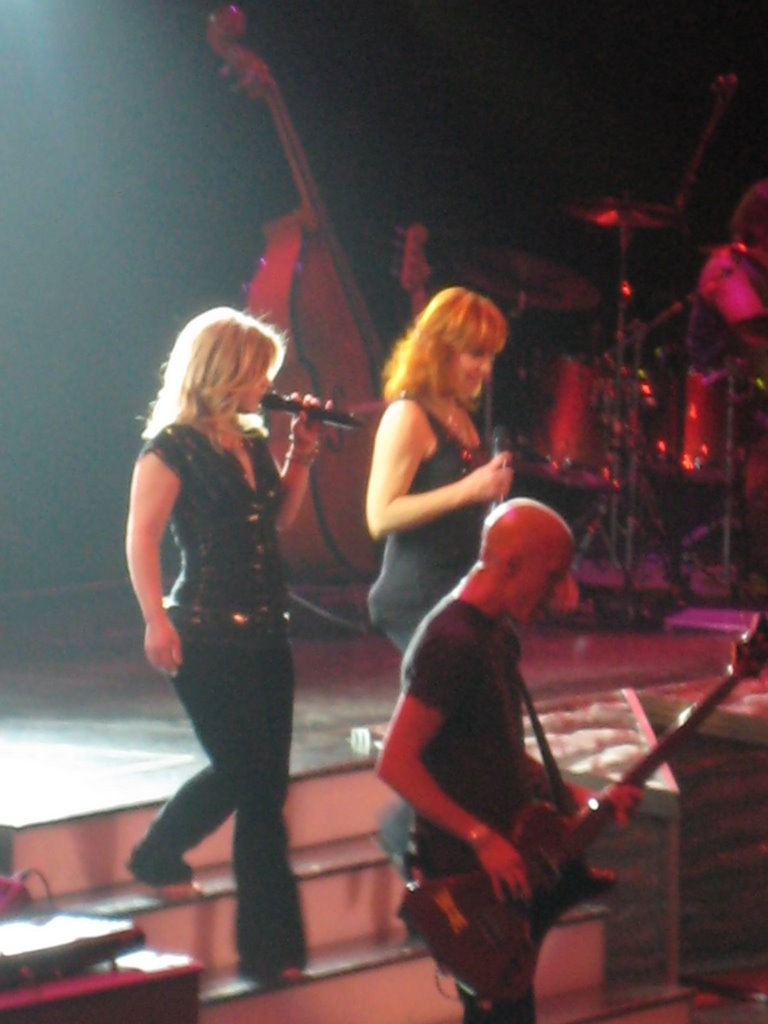
Clarkson und Reba McEntire während ihrer 2 Worlds 2 Voices Tour, 2008

Im März 2009 erschien ihr viertes Album All I Ever Wanted. Vorab kam Ende Januar die Single My Life Would Suck Without You auf den Markt, mit der sie einen neuen US-Chartrekord schaffte: In der Ausgabe vom 7. Februar 2009 der Billboard Hot 100 stieg sie von Platz 97 auf Platz eins bei 280.000 Download-Verkäufen in der ersten Veröffentlichungswoche. Als zweite Single folgte I Do Not Hook Up. Der Song wurde von Katy Perry geschrieben und war ursprünglich für ihr eigenes Album geplant, das damals jedoch nicht erschien. In den Billboardcharts stieg der Song auf Platz 20 und in Deutschland erreichte der Song Platz 55. Veröffentlicht wurde der Song am 22. Mai 2009.
Am 18. September 2009 wurde die dritte Single Already Gone in Deutschland veröffentlicht. Der Song wurde von Frontmann Ryan Tedder von OneRepublic geschrieben. Der Song erreichte in Deutschland Platz 23 und Platz 13 der US Billboard Hot 100. Already Gone bekam große Medienaufmerksamkeit, da der Song stark an den zuvor von Beyoncé veröffentlichten Song Halo erinnerte. Ryan Tedder, der beide Songs geschrieben hatte, wies die Spekulation zurück. All I Ever Wanted, der Titelsong des Albums, wurde in den USA und in Kanada als vierte und letzte Single veröffentlicht.

### 2011–2012:Stronger
Im Oktober 2011 wurde das Album Stronger und die erste daraus ausgekoppelte Single Mr. Know It All veröffentlicht. Mr. Know It All konnte sich in den ersten Wochen auf Platz 40 der deutschen Singlecharts platzieren und erreichte letztlich Platz 18. In Australien belegte der Song Platz eins. Das Album debütierte auf Platz 14 der deutschen Albencharts. Im Dezember 2011 wurde das Album in den USA mit Gold ausgezeichnet. Die zweite Single Stronger (What Doesn’t Kill You) wurde am 14. Dezember 2011 veröffentlicht, erreichte in den USA Platz 1 und ist somit dort Clarksons dritter Nummer-1-Hit. In Deutschland erschien die Single am 17. Februar 2012.
Für das Album Up All Night der britisch-irischen Boygroup One Direction schrieb Clarkson den Song Tell Me a Lie, der eigentlich für ihr fünftes Album Stronger geplant war. Außerdem veröffentlichte sie im Dezember 2011 eine Coverversion von I’ll Be Home for Christmas, die mit 24.000 Downloads in der ersten Woche in den USA Platz 93 erreichte. Das dazugehörige EP iTunes Session wurde am 23. Dezember 2011 veröffentlicht und kam mit 13.000 verkauften Kopien auf Platz 85 der Billboard 200. Bei den Billboard Music Awards 2012 präsentierte sie die Single Dark Side, die am 5. Juni 2012 veröffentlicht wurde. Am 19. November 2012 erschien ihr erstes Greatest-Hits-Album, Greatest Hits: Chapter One. Die erste Single daraus hieß Catch My Breath und erschien am 16. Oktober. Die zweite Single Don’t Rush ist ein Duett mit Vince Gill und wurde am 30. Oktober veröffentlicht. Die dritte Singleauskopplung aus dem Greatest-Hits-Album Greatest Hits: Chapter One ist People Like Us, die am 8. April 2013 in den USA erschien. Bei der Amtseinführung von US-Präsident Barack Obama am 21. Januar 2013 sang Clarkson das patriotische Lied My Country, ’Tis of Thee. Am 25. Juni 2013 erschien eine weitere Single, Tie It Up.

### 2013–2016:Wrapped in RedundPiece by Piece
Ende Oktober 2013 erschien Clarkons erstes Weihnachtsalbum mit dem Titel Wrapped in Red. Das Album wurde in der ersten Woche mehr als 60.000 Mal verkauft und im Dezember mit Platin ausgezeichnet. Die erste Singleauskopplung des Albums, Underneath the Tree, erschien am 5. November. Am 11. Dezember wurde vom amerikanischen Sender NBC die Weihnachts-Fernsehshow Kelly Clarkson’s Cautionary Christmas Music Tale ausgestrahlt. Ebenfalls 2013 nahm Clarkson mit Robbie Williams den Song Little Green Apples für sein Studioalbum Swings Both Ways auf.
Ende Februar 2015 kam ihr Album Piece by Piece auf den Markt, das die Spitze der amerikanischen Albumcharts erreichte. Es ist Clarksons drittes Nummer-eins-Album in den USA und wurde Anfang 2016 mit Gold ausgezeichnet. Im Vereinigten Königreich, Australien und Kanada erreichte Piece by Piece die Top 10, in Deutschland Platz 30. Bereits im Januar wurde die Single Heartbeat Song ausgekoppelt. Die gleichnamige Tour musste wegen Clarksons zweiter Schwangerschaft vorzeitig beendet werden. 2016 wurde das Album für einen Grammy in der Kategorie Best Pop Vocal Album nominiert, die Single Heartbeat Song in der Kategorie Best Pop Vocal Performance.
Ende 2016 beteiligte sich Clarkson mit dem Song It’s Quiet Uptown am Hamilton Mixtape, einer Kompilation verschiedener Künstler mit Songs des Musicals Hamilton, das Platz eins der amerikanischen Albumcharts erreichen.

### Seit 2017:Meaning of LifeundThe Voice

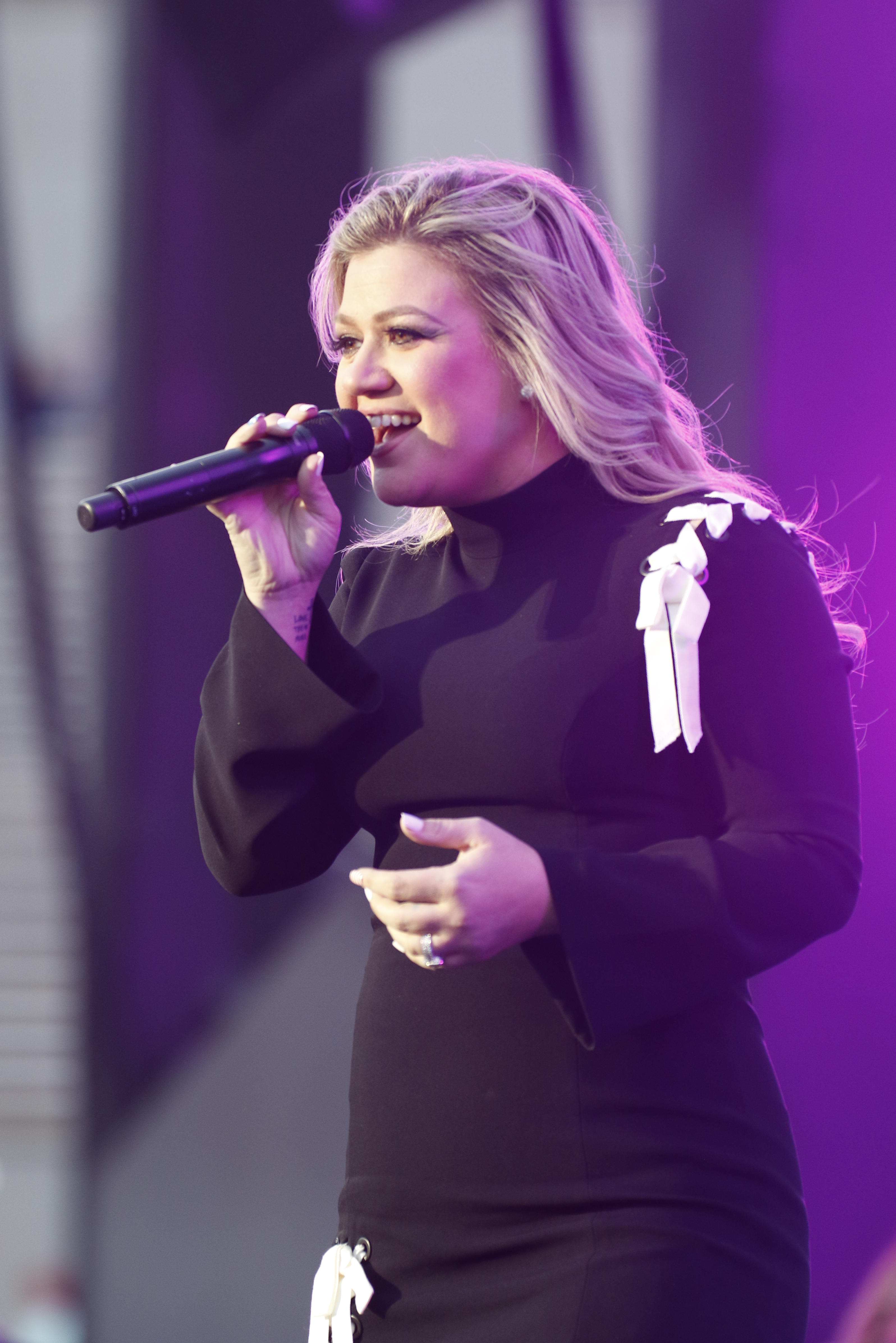
Clarkson, 2018

Anfang 2017 erschien ein Soundtrack-Song zum Film The Shack, ein Duett mit Aloe Blacc, und am 27. Oktober 2017 veröffentlichte Clarkson ihr achtes Studioalbum Meaning of Love. Im November nahm sie eine Coverversion vom Prince-Song Purple Rain auf. Außerdem eröffnete sie 2017 die American Music Awards und sang mit P!nk Everybody Hurts von R.E.M., um Ersthelfer und Notfalldienste zu ehren.
2018 wurde ihr Song Love So Soft für den Grammy in der Kategorie „Best Pop Solo Performance“ nominiert, damit hält Clarkson den Rekord für die meisten Nominierungen in dieser Kategorie. Sie wurde bisher viermal dafür nominiert.
Im März 2018 veröffentlichte sie eine gesungene Version des Kinderbuches „I’ve Loved You Since Forever“ von Hoda Kotd. Clarkson wurde außerdem für die vierzehnte, fünfzehnte, sechzehnte, siebzehnte und achtzehnte Staffel von The Voice USA als Coach verpflichtet. Sie wirkte außerdem als Moderatorin bei den Billboard Music Awards 2018 mit und sang ebenfalls.
Am 19. September 2018 wurde bekannt gegeben, Clarkson werde ab 2019 ihre eigene Talkshow, The Kelly Clarkson Show auf NBC hosten.

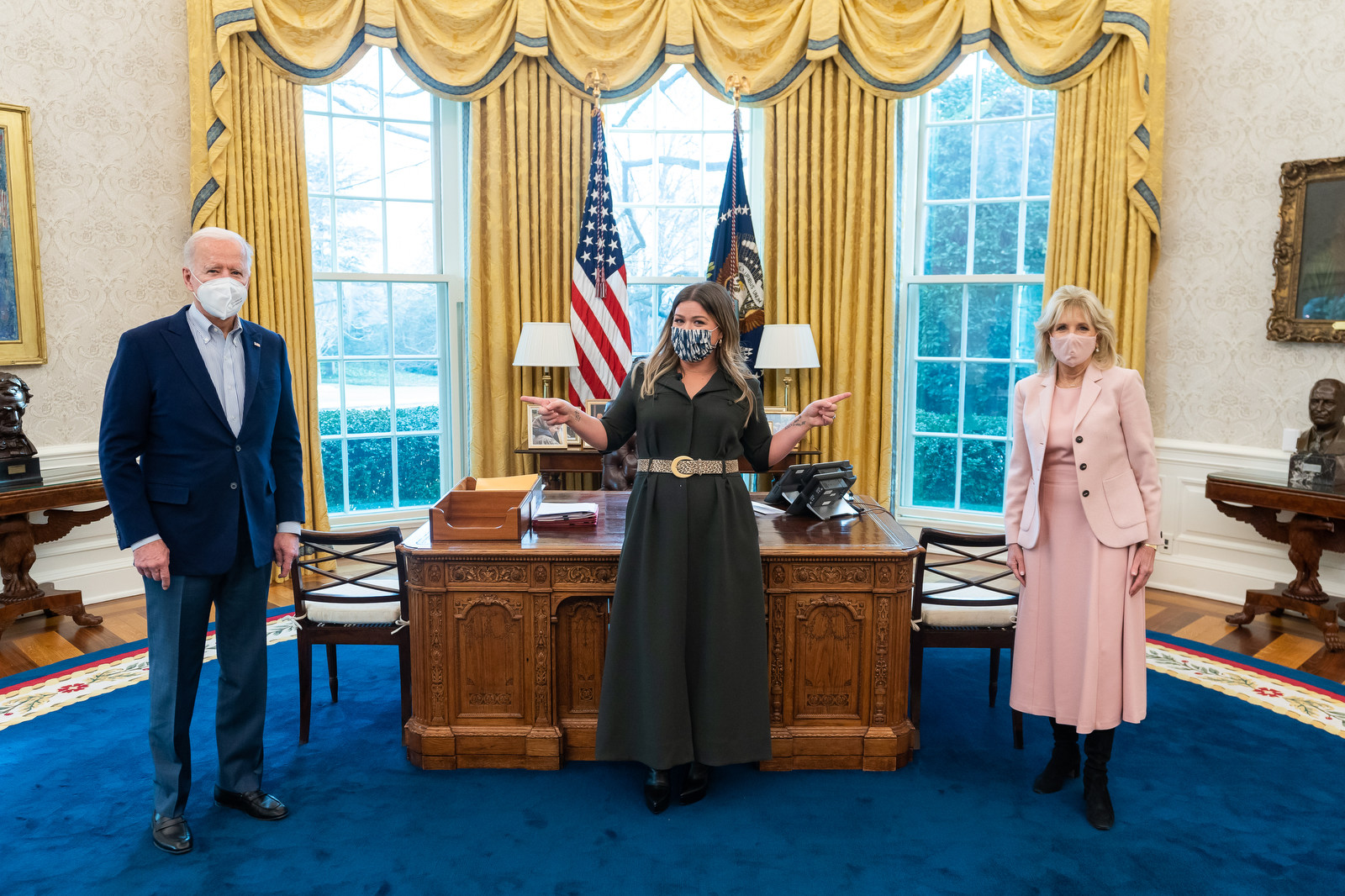
Clarkson zwischen Joe und Jill Biden im Oval Office, 2021

Am 16. April 2020 veröffentlichte Clarkson ihre Single I Dare You als mehrsprachiges Kollaborationsprojekt, in dem sie neben der englischen Version mit mehreren anderen Künstlern das Lied in deren Muttersprache sang. So brachte sie eine französische (mit Zaz), eine marokkanisch-arabische (mit Faouzia), eine spanische (mit Blas Cantó), eine hebräische (mit Maya Buskila) und eine deutsche Version heraus, letztere sang sie zusammen mit Carolin Niemczyk von Glasperlenspiel.

## Diskografie
Studioalben

| Jahr | Titel Musiklabel                       | Höchstplatzierung, Gesamtwochen, AuszeichnungChartplatzierungen (Jahr, Titel, Musiklabel, Platzierungen, Wochen, Auszeichnungen, Anmerkungen) | Höchstplatzierung, Gesamtwochen, AuszeichnungChartplatzierungen (Jahr, Titel, Musiklabel, Platzierungen, Wochen, Auszeichnungen, Anmerkungen) | Höchstplatzierung, Gesamtwochen, AuszeichnungChartplatzierungen (Jahr, Titel, Musiklabel, Platzierungen, Wochen, Auszeichnungen, Anmerkungen) | Höchstplatzierung, Gesamtwochen, AuszeichnungChartplatzierungen (Jahr, Titel, Musiklabel, Platzierungen, Wochen, Auszeichnungen, Anmerkungen) | Höchstplatzierung, Gesamtwochen, AuszeichnungChartplatzierungen (Jahr, Titel, Musiklabel, Platzierungen, Wochen, Auszeichnungen, Anmerkungen) | Anmerkungen                                                  |
| Jahr | Titel Musiklabel                       | DE | AT | CH | UK | US | Anmerkungen                                                  |
| ---- | -------------------------------------- | --- | --- | --- | --- | --- | ------------------------------------------------------------ |
| 2003 | Thankful RCA Records (BMG)             | — | — | — | UK41 Gold · (16 Wo.)UK | US1 ×2Doppelplatin · (50 Wo.)US | Erstveröffentlichung: 15. April 2003 Verkäufe: + 3.150.000   |
| 2004 | Breakaway RCA Records (BMG)            | DE4 ×2Doppelplatin · (89 Wo.)DE | AT3 Gold · (68 Wo.)AT | CH2 Platin · (69 Wo.)CH | UK3 ×5Fünffachplatin · (67 Wo.)UK | US3 ×6Sechsfachplatin · (104 Wo.)US | Erstveröffentlichung: 30. November 2004 Verkäufe: 15.000.000 |
| 2007 | My December RCA Records (Sony BMG)     | DE5 (9 Wo.)DE | AT8 (9 Wo.)AT | CH5 (11 Wo.)CH | UK2 Gold · (8 Wo.)UK | US2 Platin · (18 Wo.)US | Erstveröffentlichung: 22. Juni 2007 Verkäufe: + 1.298.500    |
| 2009 | All I Ever Wanted RCA Records (Sony)   | DE4 (15 Wo.)DE | AT4 (12 Wo.)AT | CH7 (15 Wo.)CH | UK3 Gold · (16 Wo.)UK | US1 (47 Wo.)US | Erstveröffentlichung: 6. März 2009 Verkäufe: + 1.272.000     |
| 2011 | Stronger RCA Records (Sony)            | DE14 (4 Wo.)DE | AT20 (5 Wo.)AT | CH12 (12 Wo.)CH | UK5 Gold · (47 Wo.)UK | US2 Platin · (68 Wo.)US | Erstveröffentlichung: 21. Oktober 2011 Verkäufe: + 1.386.500 |
| 2015 | Piece by Piece RCA Records (Sony)      | DE30 (3 Wo.)DE | AT27 (2 Wo.)AT | CH29 (4 Wo.)CH | UK6 Silber · (9 Wo.)UK | US1 Gold · (39 Wo.)US | Erstveröffentlichung: 27. Februar 2015 Verkäufe: + 582.500   |
| 2017 | Meaning of Life Atlantic Records (WMG) | DE32 (1 Wo.)DE | AT27 (1 Wo.)AT | CH19 (3 Wo.)CH | UK11 (3 Wo.)UK | US2 Gold · (17 Wo.)US | Erstveröffentlichung: 27. Oktober 2017 Verkäufe: + 500.000   |
| 2023 | Chemistry Atlantic Records (WMG)       | DE81 (1 Wo.)DE | — | CH36 (1 Wo.)CH | UK34 (1 Wo.)UK | US6 (3 Wo.)US | Erstveröffentlichung: 23. Juni 2023                          |

## Filmografie
- 2002: That ’80s Show (Fernsehserie, eine Folge)
- 2002: Issues 101
- 2002: Sabrina – Total Verhext! (Sabrina, the Teenage Witch, Fernsehserie, eine Folge)
- 2002: MADtv (Fernsehserie, Folge 8x01)
- 2003: Justin & Kelly: Beachparty der Liebe (From Justin to Kelly)
- 2003–2004: American Dreams (Fernsehserie, zwei Folgen)
- 2007: Reba (Fernsehserie, eine Folge)
- 2013: Kelly Clarkson’s Cautionary Christmas Music Tale (Fernsehfilm)
- 2013: The Crazy Ones (Fernsehserie, Pilotfolge)
- 2020: Trolls World Tour (Stimme)
- 2023: The Rookie (Fernsehserie, Folge 5x12)

## Auszeichnungen
- Grammy
  - 2006: für „Best Female Pop Vocal Performance“ (Since U Been Gone)
  - 2006: für „Best Pop Vocal Album“ (Breakaway)
  - 2013: für „Best Pop Vocal Album“ (Stronger)

- MTV Video Music Awards
  - 2005: für „Best Female Video“ (Since U Been Gone)
  - 2005: für „Best Pop Video“ (Since U Been Gone)
  - 2006: für „Best Female Video“ (Because Of You)

- Bravo Otto
  - 2005: „Silber“ in der Kategorie „Sängerin“[27]

- American Music Awards
  - 2005: für „Favorite Adult Contemporary Artist“
  - 2005: „T-Mobile Text-In Award (Artist Of The Year)“
  - 2006: für „Favorite Pop/Rock Female Artist“
  - 2006: für „Favorite Adult Contemporary Artist“

- Billboard Music Awards
  - 2002: für „Best Selling Single Of The Year“ (A Moment Like This)
  - 2005: für „Hot 100 Female Artist“
  - 2005: für „Pop 100 Artist of the Year“
  - 2005: für „Pop 100 Female Artist“
  - 2005: für „Pop 100 Single“ (Since U Been Gone)
  - 2005: für „Pop 100 Airplay Single“ (Since U Been Gone)
  - 2005: für „Hot Digital Track“ (Since U Been Gone)
  - 2005: für „Hot Dance Radio Airplay Artist“
  - 2005: für „Hot Adult Contemporary Artist“
  - 2005: für „Hot Adult Contemporary Song“ (Breakaway)
  - 2005: für „Top Soundtrack Single“ (Breakaway)
  - 2005: für „Adult Contemporary Artist“

- Nick Kids’ Choice Awards
  - 2006: für „Best Female Artist“

- Teen Choice Awards
  - 2003: „Choice Female Artist“
  - 2005: „Choice Music Single“ (Since U Been Gone)
  - 2005: „Choice Album“ (Breakaway)
  - 2005: „Choice Music Artist Female“
  - 2006: „Choice Music Artist Female“

- People’s Choice Awards
  - 2006: für „Favorite Female Singer“

- MTV Music Asia Award
  - 2006: für „Best Female Artist“ (Since U Been Gone)

- TRL Award
  - 2006: „Countdown Killer Award (Längste Zeit Nr.1 der TRL Charts)“ (Behind These Hazel Eyes)

- Belgian TMF Awards
  - 2006: für „Best Pop International“
  - 2006: für „Best Female International“

- Blender Magazine
  - 2005: für „Woman of the Year“

- American Country Awards
  - 2011: für „Single by a Vocal Collaboration“ (Don’t You Wanna Stay)
  - 2011: für „Music Video by a Duo/Group/Collaboration“ (Don’t You Wanna Stay)

- AOL Moviegoer Award
  - 2004: für „Hottest Song“ (The Trouble With Love Is)

- BMI Pop Awards
  - 2007: für „Song of the Year“ (Because Of You)

- AOL Awards
  - 2005: für „Artist of the Year“
  - 2005: für „Best Musical Buddy“

- Country Music Association Awards
  - 2011: „Musical Event of the Year“ (Don’t You Wanna Stay)

- Women’s World Award
  - 2009: „World Entertainment Award“

- Academy of Country Music Awards
  - 2008: „Vocal Event of the Year“
  - 2012: „Vocal Event of the Year“
  - 2012: „Single of the Year“